# Szigetvári Péter
Szigetvári Péter  (Budapest, 1966. április 7. –) az Eötvös Loránd Tudományegyetem Bölcsészettudományi Kar Angol–Amerikai Intézet docense, a nyelvtudományok doktora (2000).

## Életrajz
Általános iskolai tanulmányait 1972-ben a budapesti Baross Gábor Telepi Általános Iskolában kezdte, 1976-tól a bagdadi International Children’s Centerben folytatta, majd 1980-tól a budapesti Piarista Gimnáziumba járt, ahol 1984-ben érettségizett. 1985 és 1994 között az ELTE Bölcsészettudományi Kar hallgatója volt: 1992-ben szerzett mesterfokozatot angol nyelv és irodalomból, ugyanezen évtől kezdve az intézmény tanáraként dolgozik. 1994-ben latin nyelv és irodalomból szerzett mesteri fokozatot; 2000-ben doktorált nyelvészetből.
Kutatási területei a fonológiaelmélet, a minimalista fonológia, a szigorú CV/VC fonológia, a szótagszerkezet és a jelöltség. Rendszeresen publikál szakfolyóiratokban.
Nős, öt gyermek édesapja.

## Művei
- Péter Mihály–Rebrus Péter–Szigetvári Péter: Szabálytalan fonológia; Tinta, Bp., 2001 (Segédkönyvek a nyelvészet tanulmányozásához)
- VLlxx. Papers in linguistics presented to László Varga on his 70th birthday; szerk. Szigetvári Péter; Tinta, Bp., 2013 (Segédkönyvek a nyelvészet tanulmányozásához, 158.)